# Límite de tiempo
Un límite de tiempo, plazo máximo, fecha límite, o dedlain, es un período de tiempo limitado, o un punto particular en el tiempo, durante el cual se debe lograr un objetivo o tarea. Una vez que haya transcurrido ese tiempo, el artículo puede considerarse atrasado (por ejemplo, en caso de proyectos de trabajo o tareas escolares). En caso de asignaciones de trabajo o proyectos que no se completen antes de la fecha límite, esto puede afectar negativamente la calificación de desempeño del empleado. En caso de tareas escolares, ensayos o informes presentados después de la fecha límite,  se suelen reducir puntos en las calificaciones a la hora de la evaluación del estudiante.
En algunos casos, no se pueden enviar materiales después de la fecha límite. Esto puede ocurrir con solicitudes de propuesta, licitaciones comerciales, y fechas de solicitud para universidades y escuelas profesionales. Para tests y exámenes en escuelas, universidades y concursos de trabajo, una vez que el límite de tiempo para el examen haya terminado, los examinados deben dejar sus bolígrafos o lápices y entregar su examen.
En administración de proyectos, las fechas límite son más a menudo asociadas con hitos (milestones, en inglés).

## Origen del término
Solo hay evidencia indirecta de que el plazo límite en el sentido de "fecha de vencimiento" puede estar relacionado con el uso del término en los campos de prisioneros durante la guerra civil americana, cuando se refiere a una línea física o límite más allá del cual los prisioneros fueron fusilados.
De hecho, el término ya no se encuentra impreso a fines del siglo XIX, pero pronto reaparece por escrito en 1917 como un término de impresión para "una directriz en la plancha de una imprenta más allá de la cual el texto no se imprimirá". Tres años más tarde, el término se encuentra impreso en el sentido de "límite de tiempo" en la industria editorial, lo que indica el tiempo después del cual el material no se incluiría en un periódico o publicación periódica.